# تپه فتحعلی
تپه فتحعلی مربوط به دوره اسلامی قرن ۶ تا ۸ ه.ق است و در شهرستان تکاب، بخش مرکزی، دهستان انصار، روستای دورباش واقع شده است. این اثر در تاریخ ۳۰ دی ۱۳۸۵ با شمارهٔ ثبت ۱۶۸۰۲ به عنوان یکی از آثار ملی ایران به ثبت رسیده است.